# Erg Szasz
Erg Szasz (Erg Szesz, arab. Irk asz-Szasz, fr. Erg Chech) – pustynia piaszczysta w Afryce, wchodząca w skład Sahary. Rozciąga się na obszarach północno-wschodniej Mauretanii (część regionów Adrar i Tiris Zammur), północnego Mali (część regionu Timbuktu) i zachodniej Algierii (część prowincji Adrar). Pustynia zajmuje obszar około 180 tys. km². Wysokość bezwzględna waha się tu od 200 do 300 m n.p.m.